# Casa del Centauro

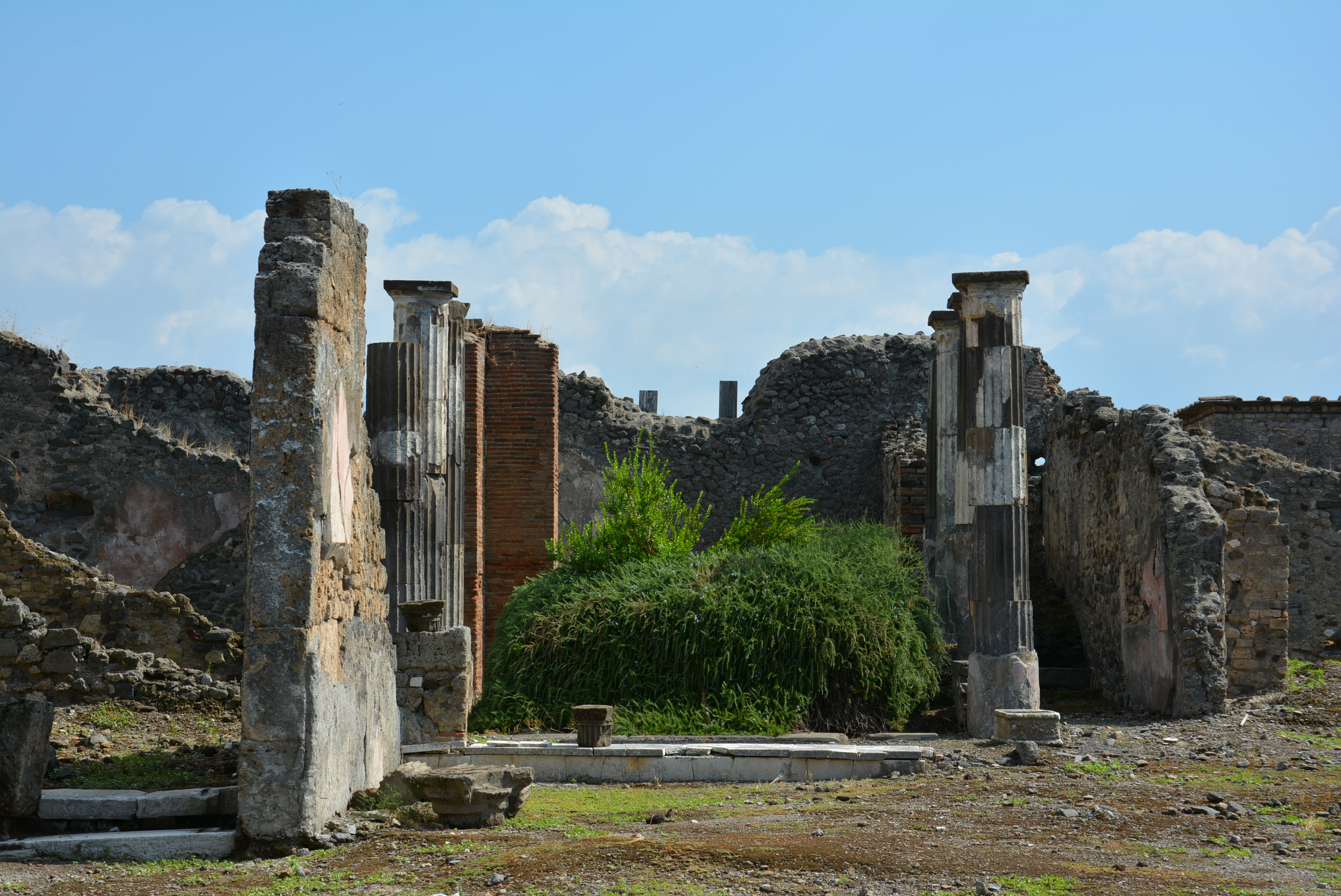
Blick auf das Atrium

Bei der Casa del Centauro (Haus des Kentauren) handelt es sich um ein Wohnhaus in Pompeji (VI.9.3-5), das 1827 ausgegraben wurde. Der Bau wurde bei Bombardierungen im Zweiten Weltkrieg beschädigt. Es erhielt seinen modernen Namen von einem Gemälde, das einen Kentaur zeigt. Das Haus war einst ausgesprochen reich mit Malereien und Mosaiken ausgestattet und gehörte offensichtlich einer wohlhabenden Familie. Die wichtigsten Mosaiken und Wandbilder befinden sich heute im Archäologischen Nationalmuseum Neapel.

## Beschreibung
Das große Haus entstand durch die Zusammenlegung dreier Häuser. Der größere Teil hat ein korinthisches Atrium, also ein Atrium mit mehreren dorischen Säulen, ein Typ, der sonst in Pompeji nur in der Casa dei Dioscuri und in der Casa di Epidio Rufo bezeugt ist. Das kleinere Haus hat ein toskanisches Atrium. Das Tablinum hinter dem korinthischen Atrium war im 3. Stil ausgemalt. Von hier stammen zwei künstlerisch anspruchsvolle Bilder, die sich heute beide in Neapel befinden. Das eine zeigt Herakles und den Kentauren Nessus, das andere Bild Meleager und Atalante. Lawrence Richardson Jr. schreibt beide Bilder dem sogenannten Centauri-Maler zu. Das Bild mit dem Kentaur war namensgebend für den Maler. Der Boden des Raumes ist mit buntem Marmor dekoriert. Aus dem Triclinium des Hauses stammt ein großes figürliches Mosaik, das im Zentrum einen Löwen zeigt, darum angeordnet spielen Eroten. Links und rechts sitzt jeweils eine Frau. Im Zentrum, oberhalb der Szene steht Dionysos. Ein Schlafzimmer (Cubiculum), neben den Fauces, zeigt noch heute gut erhaltene Stuckdekorationen des 1. Stils.

## Galerie

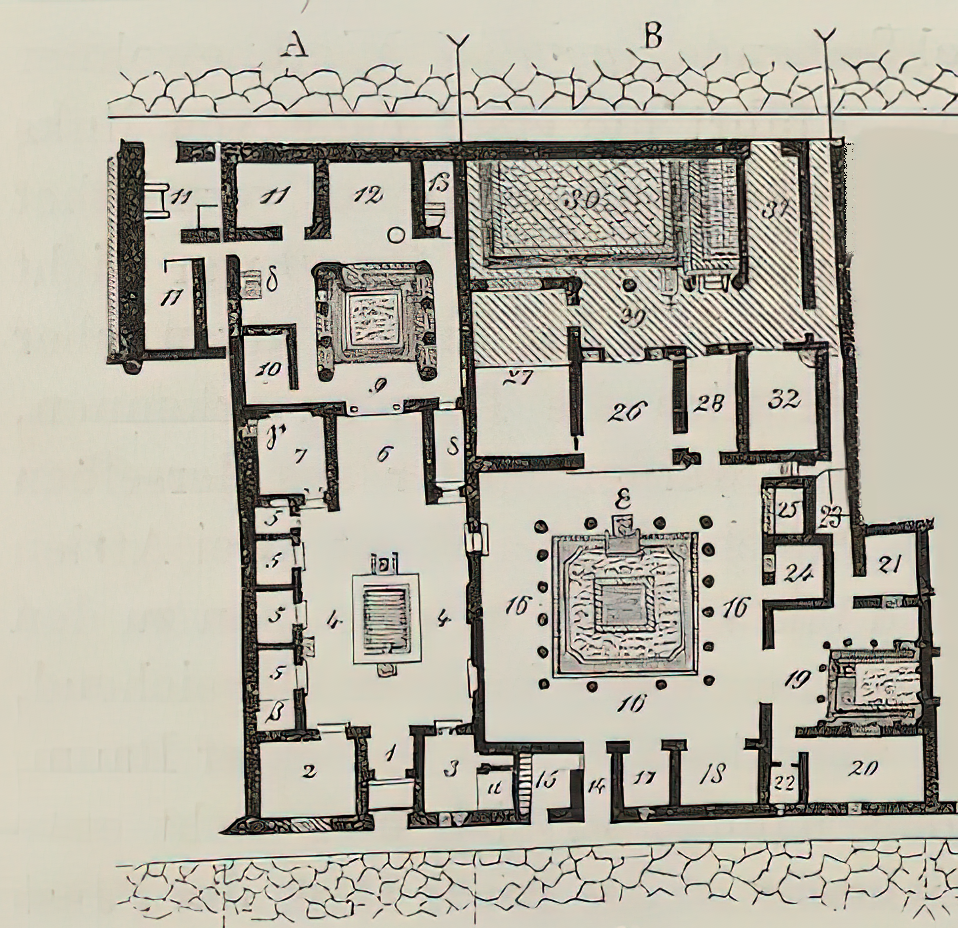
Grundriss des Hauses
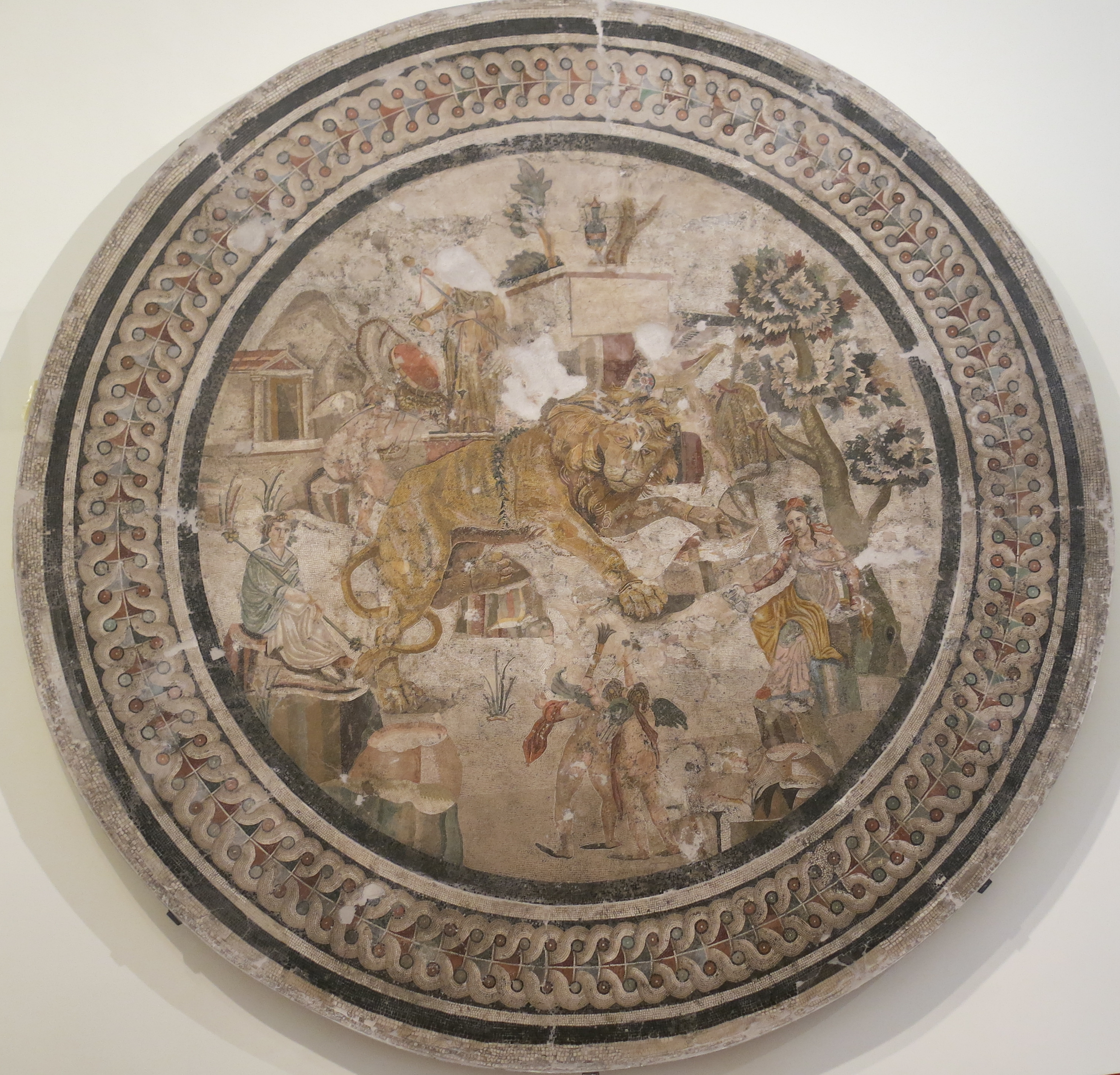
Mosaik mit Dionysos auf Löwen (Neapel Inv. Nr. 10019)
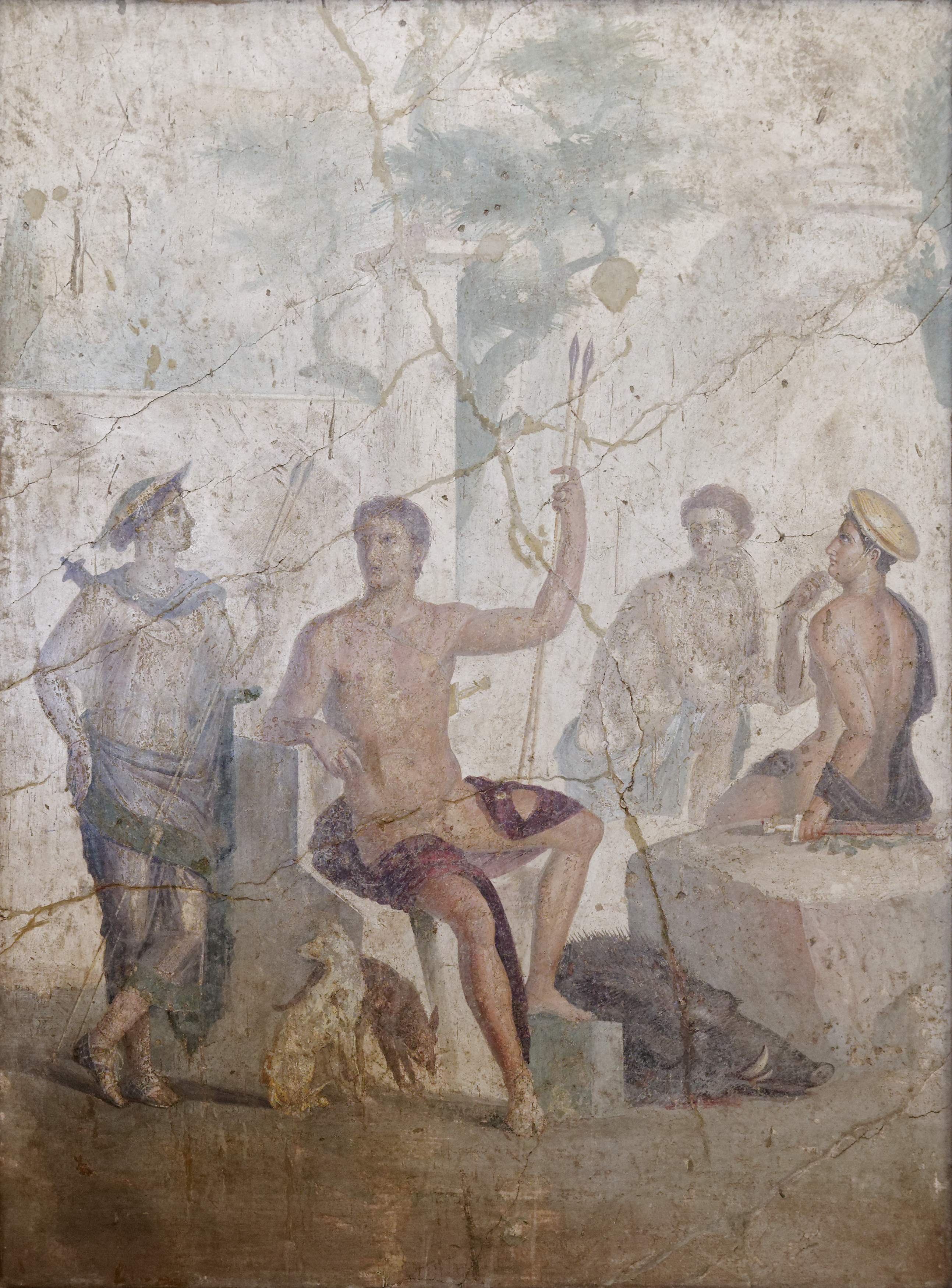
Meleager (Neapel, Inv. Nr. 8980)
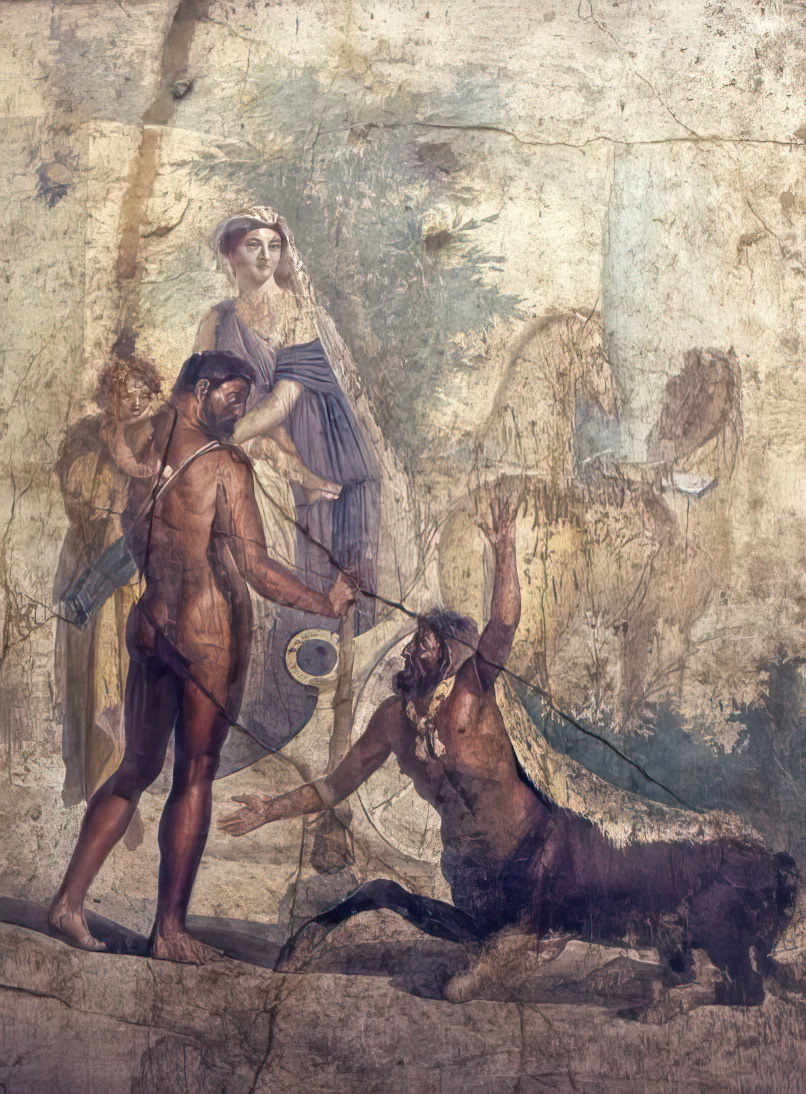
Herakles mit Kentauren (Neapel, Inv. Nr. 9001)